# Videm (gmina Krško)
Videm – wieś w Słowenii, w gminie Krško. W 2018 roku liczyła 8 mieszkańców.